# Otto Brand
Otto Brand (* 1930 in Burgsinn, Unterfranken; † 28. Februar 2014 in Montevideo, Uruguay) war ein deutscher römisch-katholischer Geistlicher.

## Werdegang
Brand wuchs in seiner Heimatstadt auf. Er war Mitglied des Ordens der Pallottiner. 1962 kam er als Seelsorger der deutschsprachigen Katholiken nach Montevideo, Uruguay. Er gab Religionsunterricht in der Deutschen Schule und reiste mehrmals im Jahr in das Landesinnere, um die dort lebenden Deutschen auf den Empfang der Sakramente vorzubereiten. Auf seine Initiative hin wurde gemeinsam mit der deutschen evangelischen Gemeinde in Melilla ein christliches Altenheim errichtet.
1971 wurde er durch Erzbischof von Montevideo, Kardinal Barbieri, zum Pfarrseelsorger der Pfarrei Rincón del Cerro ernannt, wo er zehn Jahre wirkte. 1989 eröffnete er in Montevideo das Kinderzentrum Unsere liebe Frau von Lourdes, in dem derzeit 135 Kinder aus zerrütteten Familien betreut werden. 2008 wurde außerdem ein Frühförderkurs für Kleinkinder und ihre Mütter eingerichtet. Brand stand mehreren katholischen sozialen Einrichtungen in der Stadt vor, darunter Kindertagesstätten, ein Wohnheim für Kinder und Jugendliche mit Behinderungen sowie eine Sozialstation in den Armenvierteln. Dabei erwarb er sich hohes Ansehen. Die "Stiftung Pater Otto Brand" führt sein Lebenswerk weiter. 

## Ehrungen
- 1980: Verdienstkreuz am Bande der Bundesrepublik Deutschland
- 2012: Verdienstkreuz 1. Klasse der Bundesrepublik Deutschland